# Augusto Ferrando
Augusto Ferrando Chirichigno (Lima, 15 de enero de 1919-Lima, 1 de febrero de 1999) fue un presentador de televisión, locutor hípico, narrador de fútbol y actor peruano de larga y exitosa carrera. Condujo durante treinta años el popular programa concurso Trampolín a la fama y fue gestor de la La peña Ferrando, revista cómico-musical. Por más de cuatro décadas, recorrió los barrios de Lima y provincias con un grupo de jóvenes talentos, como Guillermo Rossini, Pablo Villanueva, Miguel Barraza, César Ureta y Román Gámez. Y reconocidos cantantes criollos, entre ellos Lucha Reyes.

## Biografía

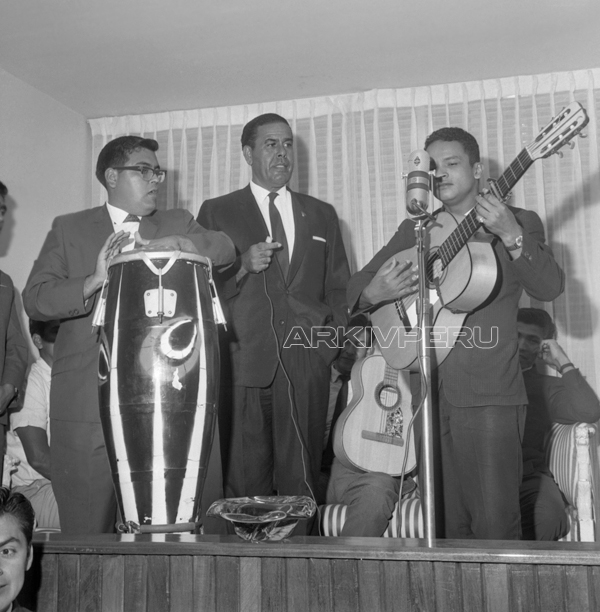
Augusto recibe a Melcochita en la Peña Ferrando, foto de 1966

Hijo de Santiago Ferrando Rondón y de Rosa Chirichigno. Gran aficionado a la hípica, inició su carrera de locutor hípico con apenas quince años. Su particular estilo, estentóreo y vibrante, lo llevó a ser catalogado como el principal locutor hípico del país. 
En abril de 1966, llegó a Panamericana Televisión para conducir Trampolín a la fama, bajo el formato de Escalera al triunfo, programa del mismo corte que había conducido previamente en el antiguo canal nueve de Lima, Perú. Trampolín fue el programa de mayor permanencia y éxito de audiencia de la historia de la televisión peruana, a pesar de los múltiples comentarios discriminatorios y chistes racistas que le valieron numerosas críticas durante los años que permaneció en televisión.
Se trataba de un concurso para cantantes y humoristas aficionados en el cual Ferrando improvisaba con otros concursos. Y bromeaba con los concursantes y los demás integrantes de su elenco de animadores. 
Ferrando también destacó como conductor de programas en Radio Central y participó en numerosas campañas de apoyo a sectores pobres.

### Fallecimiento
Su muerte, a los 80 años, en la ciudad de Lima, el 1 de febrero de 1999, dio lugar a una multitudinaria manifestación de pesar.

## Homenajes
Fue galardonado con el Premio Ventana de Oro, que le otorgó póstumamente Panamericana Televisión, y que fue recibido por su hijo Juan Carlos Ferrando.
Durante la emisión de su programa, fue visitado por Mario Vargas Llosa, Libertad Lamarque, Alberto Fujimori, Luis Alberto Sánchez, Nelson Pinedo, Javier Pérez de Cuéllar, Ricardo Durand Flórez, entre otros.
Marisol Crousillat, productora de telenovelas nacionales, realizó una serie televisiva llamada Augusto Ferrando, de pura sangre (21 de noviembre - 23 de diciembre de 2005). Que recreó la vida del animador y que fue transmitida por Frecuencia Latina y luego por Panamericana Televisión.
Además, en 2011, Panamericana Televisión, donde fue conductor de Trampolín a la fama durante treinta años, realizó un documental acerca de la vida del animador.

## Reconocimientos
En 1957 fue nominado por la Asociación de Cronistas de Cine, Radio y Teatro del Perú como mejor locutor o comentarista deportivo en los premios Inka.

## Filmografía
- Bromas, S. A. (1967), como el Matón
- Un gallo con espolones (1964), como mesero de bar